# Tribalus micros
Tribalus micros är en skalbaggsart som beskrevs av Miłosz A. Mazur 1979. Tribalus micros ingår i släktet Tribalus och familjen stumpbaggar. Inga underarter finns listade i Catalogue of Life.